# The Abbey Road E.P.
The Abbey Road E.P. je epíčko kalifornské skupiny Red Hot Chili Peppers. Bylo vydáno v roce 1988. Název a obal byl poctou skupině Beatles a jejímu albu Abbey Road.

## Seznam skladeb
| Pořadí         | Název                       | Délka |
| -------------- | --------------------------- | ----- |
| 1.             | Fire (Jimi Hendrix cover)   | 2:02  |
| 2.             | Backwoods                   | 3:06  |
| 3.             | Catholic School Girls Rule  | 1:57  |
| 4.             | Hollywood (Africa)          | 5:04  |
| 5.             | True Men Don't Kill Coyotes | 3:38  |
| Celková délka: | Celková délka:              | 15:35 |